# IRMX
RMX manchmal auch iRMX ist ein Echtzeitbetriebssystem für die Hauptprozessoren Intel 8080 und 8086. Es wurde ursprünglich in den späten 1970ern verwendet.
Anfangs von Intel entwickelt und dann an die Firma Radisys 1996 mit Wirkung 1997 verkauft. Inzwischen hat das Produkt TenAsys übernommen und weiterentwickelt.
1990 wurde RMX mit MS-DOS und 1992 mit Windows verbunden. 2001 wurde RMX auf Basis von Windows XP embedded erweitert.